# Claudio Abbado
Claudio Abbado (26. června 1933, Milán, Itálie – 20. ledna 2014, Bologna) byl italský dirigent.

## Život a rodina
Claudio Abbado byl synem houslového pedagoga Michelangela Abbada. Studoval hru na klavír a skladbu v Miláně a ve Vídni, dirigování studoval u Hanse Swarowského.

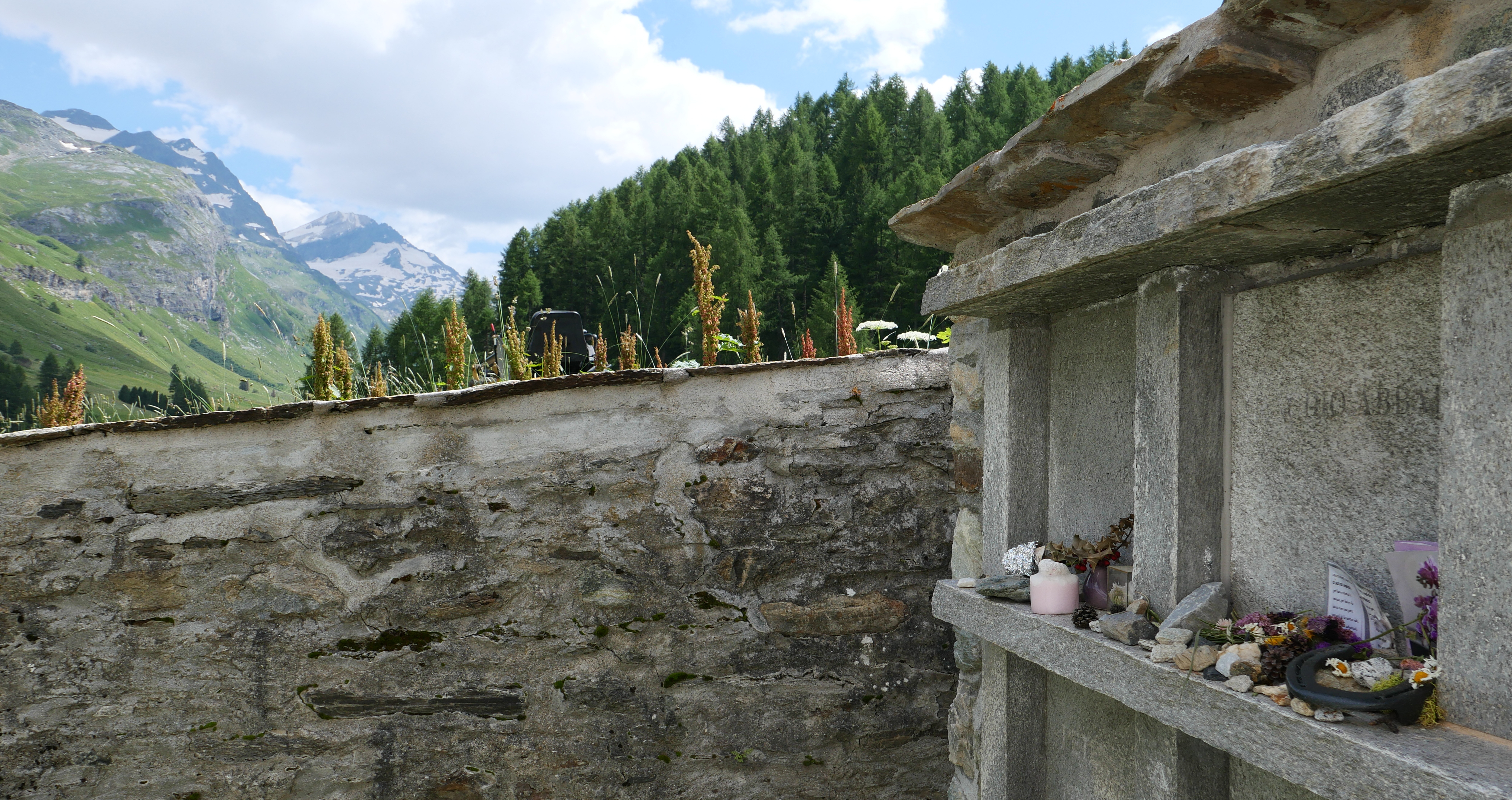
Urnový hrob v roce 2024 s údolím Fex v pozadí.

Měl dva syny. Jedním z nich je operní režisér Daniele Abbado. Z jeho dlouholetého vztahu k ruské houslové virtuosce Viktorii Mullové, která v roce 1983 emigrovala z tehdejšího Sovětského svazu, se narodil syn jménem Misha. Jeho synovec Roberto Abbado je rovněž dirigent.
Zemřel 20. ledna 2014 v italské Bologni ve věku 80 let. Abbadovy ostatky byly zpopelněny a urna s částí jeho popela byla pohřbena na hřbitově kaple Fex-Crasta z 15. století ve Val Fex. Je součástí obce Sils im Engadin/Segl, vesnice ve švýcarském kantonu Graubünden, kde měl Abbado prázdninový dům.

## Umělecká dráha
Jako dirigent započal svou dráhu u Milánského komorního orchestru, vedeného jeho otcem. V roce 1963 zvítězil spolu se Zdeňkem Košlerem v newyorské soutěži o cenu Dmitrie Mitropoulose, čímž začala jeho mezinárodní kariéra.

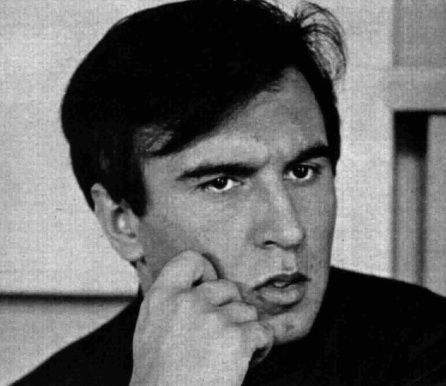
Claudio Abbado v září 1965

Roku 1966 vystoupil poprvé na Pražském jaru a řídil zde československou premiéru kantáty skladatele Luigiho Nona Il canto sospeso. Abbado a skupina jeho uměleckých přátel, mj. Luigi Nono a Maurizio Pollini, usilovali o zpřístupnění klasické hudby širokým pracujícím vrstvám v Itálii. V průmyslové oblasti Reggio Emilia pro ně pořádali koncerty s diskusemi.
V roce 1971 se Abbado stal hlavním dirigentem Vídeňských filharmoniků a Vídeňské státní opery. V letech 1968 až 1986 byl uměleckým ředitelem milánského operního domu Teatro alla Scala. Roku 1978 se stal také šéfdirigentem London Philharmonic Orchestra.
V letech 1989 až 2002 byl šéfdirigentem Berlínských filharmoniků. Po odchodu z Berlína, motivovaném zdravotními problémy, působil pravidelně ve švýcarském Luzernu. V roce 2003 zde znovuzaložil Lucerne Festival Orchestra, složený převážně ze sólistů, v jehož čele stál až do svého skonu. Kromě tohoto hudebního tělesa uvedl v život další symfonické orchestry, a to v roce 1978 European Community Youth Orchestra, v roce 1986 Gustav Mahler Jugendorchester a v roce 2004 Orchestra Mozart.

## Ocenění
30. srpna 2013 jej italský prezident Giorgio Napolitano jmenoval doživotním senátorem, a tak mohl zasedat v horní komoře italského parlamentu.
V roce 2011 byl Claudio Abbado v anketě hudebního časopisu Classic Voice zvolen nejvýznamnějším žijícím dirigentem světa, a to mezi 100 navrženými osobnostmi.